# ジェアン・パウロ・フェルナンデス・フィーリョ
ジェアン（Jean）またはジェアンジーニョ（Jeanzinho）ことジェアン・パウロ・フェルナンデス・フィーリョ（ポルトガル語: Jean Paulo Fernandes Filho、1995年10月26日 - ）は、ブラジルのサッカー選手。ポジションはGK。

## クラブ歴
ECバイーアの下部組織出身で2015年にトップチームに昇格。同年2月にはメンバーが負傷した事により正ゴールキーパーになった。同月末に新たに3年契約を締結。5月9日にカンピオナート・ブラジレイロ・セリエBでプロ初出場。翌年は控えに甘んじた。2017年に再びスターティングメンバーの座を取り戻し5月14日にカンピオナート・ブラジレイロ・セリエA初出場すると全38試合に出場した。
2017年12月22日にサンパウロFCに5年契約で移籍。

## 代表歴
2015年5月15日にU-20代表の2015 FIFA U-20ワールドカップのメンバー入りを果たした。

## 個人
父親のジェアン・パウロ・フェルナンデスもサッカー選手。

## タイトル
バイーア
- コパ・ド・ノルデステ: 2017

アトレチコ・ゴイアニエンセ
- カンピオナート・ゴイアーノ: 2020